# Sonates pour violoncelle et piano no 4 & 5 de Beethoven
Pour les articles homonymes, voir Sonate pour violoncelle et piano.

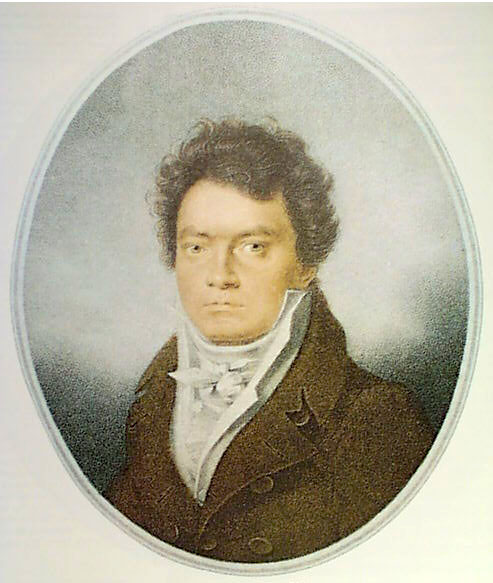
Ludwig van Beethoven
Portrait par Louis Letronne en 1814

La Sonate pour violoncelle et piano no 4 en do majeur, op. 102 no 1, de Ludwig van Beethoven est une œuvre de musique de chambre composée en même temps que la Sonate pour violoncelle et piano no 5 en ré majeur, op. 102 no 2, de 1815 et publiées en 1817 avec une dédicace à la comtesse Maria von Erdödy, proche amie et confidente du musicien.

## Histoire des œuvres
Ces deux chefs-d'œuvre font partie des rares travaux entrepris par le compositeur dans la période qui s'étendit de la fin de 1812 à 1817 ; période durant laquelle Beethoven malade et en proie à des difficultés de tous ordres traversait une période de silence.
Composées sept ans après la Sonate pour violoncelle no 3, ces sonates appartiennent à la dernière période créatrice de Beethoven. L'utilisation du style fugué dans la conclusion de la no 5 est d'ailleurs un stigmate essentiel de cette période, qui se retrouvera notamment dans le finale de la Sonate « Hammerklavier », dans la Neuvième symphonie et dans les derniers quatuors. Les deux Sonates opus 102 frappèrent par la complexité de leur écriture et leur caractère visionnaire. Les critiques de l'époque, perplexes comme souvent devant les dernières œuvres de Beethoven, les accueillirent en ces termes :
« Elles appartiennent au goût le plus inaccoutumé et le plus étrange, non seulement dans ce genre, mais dans le piano en général… Nous n'avons jamais pu prendre goût aux deux sonates ; mais ces compositions sont peut-être un chaînon nécessaire dans les créations de Beethoven pour nous conduire là où la main sûre du maître voulait nous mener. » 
Quoique moins jouées que la célèbre no 3, ces deux sonates font aujourd'hui partie du répertoire de la plupart des formations pour violoncelle et piano.

## Structure

### Sonateno4 opus 102no1
Elle comporte deux mouvements :
1. Andante — Allegro vivace
2. Adagio — Tempo d'Andante — Allegro vivace

### Sonateno5 opus 102no2
Elle comporte trois mouvements :
1. Allegro con brio
2. Adagio con molto sentimento d'affetto — attaca :
3. Allegro — Allegro fugato

## Enregistrements notables
- Rudolf Serkin et Pablo Casals, 1952-1953 (Columbia)
- Solomon et Gregor Piatigorsky, 1954 (HMV)
- Pierre Fournier et Friedrich Gulda, 1959.
- Sviatoslav Richter et Rostropovitch, 1961-1963 (Philips)
- Pierre Fournier et Wilhelm Kempff  (DG 1965) Polydor, 1966
- Jacqueline du Pré et Daniel Barenboïm (EMI, 1970)
- Arling Blöndal Bengtsson et Ankel Blyme, 1984 (Danacord, 1988)
- Parmi une discographie abondante, l'interprétation de Mischa Maisky avec Martha Argerich est la plus marquante de ces dernières années (DG, 1993).
- Artur Schnabel et Pierre Fournier, 1947-1948 (Strings, 1998)
- Antônio Meneses et Menahem Pressler, 2007 (Avie, 2008)